# Frachtschiff
Ein Frachtschiff, kurz Frachter, ist ein Handelsschiff, das von der Konstruktion her ausschließlich oder vorzugsweise zum Transport von Frachtgut vorgesehen ist. Umgangssprachlich wird das Transportgut eines Schiffs Fracht genannt. Juristisch ist Fracht das Entgelt, das für die Beförderung des Gutes gezahlt wird.

## Heutige Frachtschiffe
Heute am bekanntesten sind folgende Frachtschifftypen:

### Seeschifffahrt

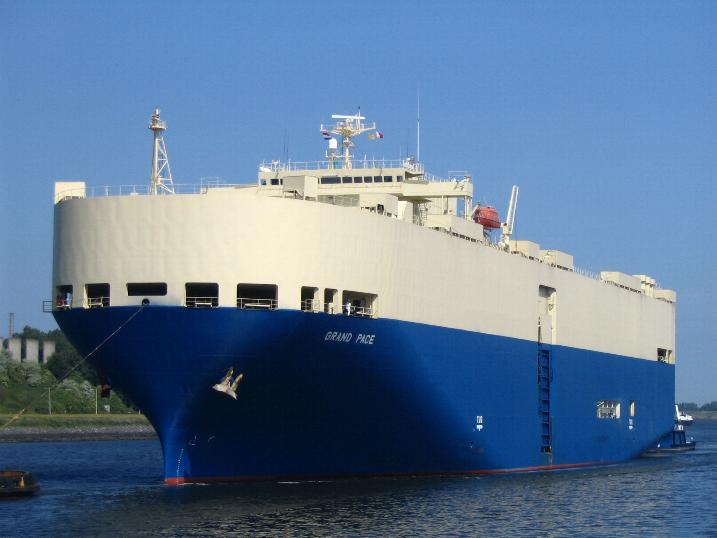
Autotransporter Grand Pace

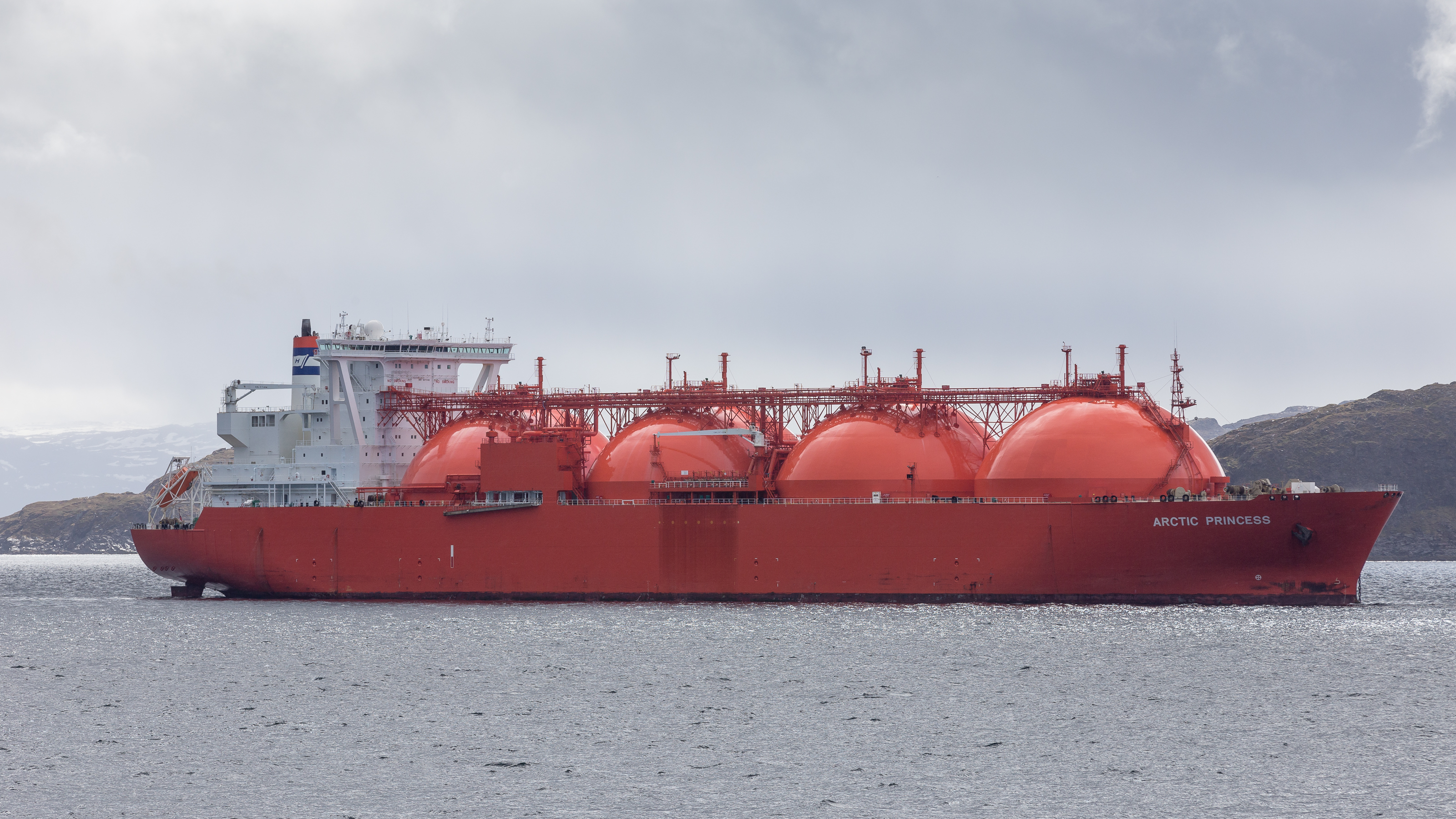
Flüssiggastanker Arctic Princess

- Autotransporter
- BACO-Carrier
- BORO-Frachter
- ConBulk-Schiff
- Containerschiff
- Dockschiff
- Feederschiff
- Gastanker
- Handels-U-Boot
- Kühlschiff
- Küstenmotorschiff
- Leichter
- Lighter Aboard Ship
- LoRo-Schiff
- Massengutfrachter
- RoPax-Schiff
- RoRo-Schiff
- Schwergutschiff
- Stückgutfrachter
- Tanker
- Tiertransporter

### Küstenschifffahrt
- Feederschiff
- Fluss-Seeschiff
- Küstenmotorschiff

### Binnenschifffahrt
- Autotransporter
- Binnenschiff
- Feederschiff
- Fluss-Seeschiff
- Frachtkahn
- Gütermotorschiff
- Keelboat
- Küstenmotorschiff
- Leichter
- Narrowboat
- Tanker
- Tankmotorschiff
- RoRoSchiff

## Trivia
Das Bierboot in Utrecht ist das erste rein elektrisch angetriebene Frachtschiff der Welt. Es verkehrt seit dem 19. Januar 2010 in der Innenstadt von Utrecht und versorgt die Gastronomiebetriebe. Die schwedische Olof Trätälja ist der älteste noch in Fahrt befindliche Motorfrachter der Welt.